# Aquella mujer
Aquella mujer (en inglés, That Certain Woman) es una película dramática estadounidense de 1937; con guion y dirección de Edmund Goulding, tiene como artistas principales a Bette Davis, Henry Fonda y Anita Louise. Se trata de una adaptación de la película La intrusa (The Trespasser, 1929) dirigida por el mismo Goulding, que fue la primera cinta sonora de Gloria Swanson.
Esta es la primera vez que Bette Davis y Henry Fonda aparecen como pareja en una película. La segunda será Jezabel (Jezebel, 1938)

## Argumento
La trama, tipo de un serial, se centra en Mary Donnell (Bette Davis), una ingenua joven casada con Al Haines, un gánster que es asesinado durante la matanza de San Valentín. Para mantenerse acepta un trabajo como secretaria del abogado Lloyd Rogers (Ian Hunter), un hombre casado que se siente atraído por ella pero mantiene sus sentimientos en secreto por respeto a su mujer. Jack Merrick, Jr. (Henry Fonda), el mujeriego hijo de un cliente rico, se fuga con Mary, pero el padre, Jack Merrick, Sr. (Donald Crisp), que lo desaprueba totalmente, interviene y anula el matrimonio.
Poco después, Mary descubre que está embarazada y decide tener el bebé sin consultar con Jack. Por su parte, Jack se casa con Florence «Flip» Carson (Anita Louise), una mujer de su propio entorno y nivel social, que más tarde queda paralítica en un accidente automovilístico. Mary vuelve a trabajar al bufete de Lloyd Rogers.
Lloyd muere varios años después en el apartamento de Mary. Deja la mayor parte de su patrimonio a Mary. Inmediatamente, la prensa la prensa se alborota y saca a la luz el pasado de Mary. Jack reaparece y se ofrece a adoptar al hijo de Mary; entonces descubre que es el padre del niño. La esposa de Lloyd (Katharine Alexander), acusa a Mary de mentirosa y, con la sospecha de que el niño sea hijo ilegítimo de su esposo, intenta anular el testamento.
El padre de Jack, al enterarse de que es el abuelo del niño, amenaza con emprender acciones legales para obtener la custodia. Jack se pone furioso y discute con su padre toda la noche; tiene pensado divorciarse de Florence y empezar una nueva vida con Mary y Jackie. Florence visita intempestivamente a Mary y, para su sorpresa, Mary encuentra a Florence amable, comprensiva y desinteresada. Mary decide que Jack y Florence adopten a Jackie y le proporcionen un sitio ‘adecuado’ en la sociedad. Mary se va de viaje por Europa. Años más tarde, estando en Monte Carlo, un amigo le cuenta que Flip ha fallecido, dejando a Jack libre para regresar con Mary.

## Reparto
- Bette Davis como Mary Donnell
- Henry Fonda como Jack Merrick, Jr.
- Anita Louise como Florence Carson Merrick, «Flip»
- Ian Hunter como Lloyd Rogers
- Donald Crisp como Jack Merrick, Sr.
- Katharine Alexander como Mrs. Rogers
- Mary Philips como Amy
- Minor Watson como Tildon
- Sidney Toler como el detective Neely
- Charles Trowbridge como el Dr. James
- Norman Willis como Fred
- Herbert Rawlinson como el Dr. Hartman
- Tim Henning como Kenyon
- Dwayne Day como Jackie
- Jeff York como un reportero (sin acreditar)

## Críticas
En su reseña en The New York Times, Frank S. Nugent declaró: «Por toda la pesadez del tema, por la monotonía desesperada de la mala fortuna de la heroína, la película tiene un valor dramático. Como de costumbre, Miss Davis actúa con valentía, dando color a un papel que, en otras manos, podría haber quedado incoloro».
La revista Time la describió como «lo que se conoce como una película de actores; llaman a todos y todos responden haciendo acopio de todo su arte teatral».
Por otra parte, el semanario Variety publicó, «La producción tiene clase y ambiente... una película delicadamente hecha que merece y obtendrá una carrera extendida y que empuja a Bette Davis uno o dos escalones más arriba como atracción a la taquilla... Exige más de su talento que cualquier otra película en la que haya aparecido. Su actuación en la pantalla es del nivel más alto».
Sobre esta película, la propia Bette Davis dijo 

Desde luego no fue una de mis películas favoritas. El proyecto estaba lleno de falsedad. Pero conocí y trabajé con Edmund Goulding por primera vez. Se concentró en tomas atractivas de mí; en otras palabras, me dio el tratamiento de estrella. Era la primera vez que lo conseguía. Siempre fui un miembro del elenco, un miembro principal, pero no fue nada especial la forma en que Goulding me hizo especial en esta película.

Davis y Goulding siguieron colaborando en otras tres películas: Amarga victoria (Dark Victory, 1939), La solterona (The Old Maid, 1939) y La gran mentira (The Great Lie, 1941).